# قانون ژوستینین
قانون ژوستینین (لاتین: Codex Justinianus) بخشی از بدنه قانون مدنی، کدنویسی حقوق روم است که در اوایل قرن ششم پس از میلاد توسط ژوستینین یکم، دستور داده شد. او که امپراتور امپراتوری بیزانس در قسطنطنیه بود. دو واحد دیگر، دیژست و مؤسسه‌ها، در دوران سلطنت او ایجاد شدند. بخش چهارم، قانون اساسی نوولا (مستنوعات جدید یا رمان‌ها)، پس از مرگ او به‌طور غیررسمی گردآوری شد، اما اکنون به عنوان بخشی از Corpus Juris Civilis نیز در نظر گرفته می‌شود.
قانون ژوستینین، مجموعه ای از قوانین و اصول حقوقی رومی است که توسط امپراتور روم ژوستینین وضع شده است. چاپ اول در سال ۵۲۹ منتشر شد اما به دلیل نظرات متضاد سایر محققان، تغییراتی لازم بود و نسخه نهایی آن در سال ۵۳۴ منتشر شد. ژوستینین این آیین‌نامه را به منظور به روز رسانی سیستم حقوقی روم صادر کرد. قانون ژوستینین اولین بخش از مجموعه قانون مدنی بود که مجموعه کاملی از اسناد حقوقی صادر شده توسط ژوستینین یکم است. خود قانون در مورد دسته‌های مختلف قوانین، روند اجرای قانون، افرادی که صلاحیت وضع و اجرای قوانین را دارند، حقوق مردم (اعم از آزاد و برده)، قوانین ازدواج، قوانین فرزندخواندگی، قوانین ارث، قوانین ضد جرم و قوانین مربوط به مقررات معاملات بحث می‌کند. این قانون از قوانین یونان تأثیر می‌گیرد و نگرش ژوستینین یکم را نشان می‌دهد.

## ایجاد
پس از اینکه ژوستینین در سال ۵۲۷ میلادی امپراتور شد، تصمیم گرفت که سیستم حقوقی امپراتوری نیاز به تعمیر داشته باشد. سه کد از قوانین امپراتوری و سایر قوانین فردی وجود داشت که بسیاری از آنها مغایرت داشتند یا قدیمی بودند. قانون گریگوریانوس و قانون هرموژنیوس مجموعه‌ای غیررسمی بودند. (اصطلاح «کدکس» به جنبه فیزیکی آثار اشاره دارد که به صورت کتاب هستند، نه روی رول‌های پاپیروس. انتقال به کدکس در حدود سال ۳۰۰ میلادی اتفاق افتاد). در فوریه ۵۲۸، ژوستینین قانون اساسی Hac quae necessario را اعلام کرد، که به موجب آن یک کمیسیون ده نفره ایجاد شد تا این مجموعه‌های قبلی و همچنین قوانین فردی را بررسی کند، هر چیزی غیر ضروری یا منسوخ را حذف کند، تغییراتی را که صلاح بداند ایجاد کند، و یک مجموعه واحد ایجاد کند. قوانین امپراتوری در حال اجرا این کمیسیون توسط بخشدار پراتوری جان کاپادوکیان و همچنین شامل Tribonian بود که بعداً سرپرستی سایر پروژه‌های Corpus Juris Civilis را بر عهده گرفت.

## قانون منع ازدواج با محارم
در این قانون آمده است ما نمی‌توانیم با هر زن بدون تمایز ازدواج کنیم؛ زیرا با برخی از ازدواج‌ها ممنوع است. بین اشخاصی که در رابطه نسل و نسبی در کنار هم قرار دارند، نمی‌توان ازدواج کرد، مانند پدر و دختر، جد و جد و
نوه اش، مادر و پسرش، مادربزرگ و نوه اش؛ و غیره، تا بی‌نهایت. و اگر این گونه افراد با هم متحد شوند، فقط ازدواج مجرمانه و زنا با محارم را انجام می‌دهند. تا آنجا که فرزندان و فرزندانی که تنها با فرزندخواندگی به چنین عنوان‌هایی تبدیل شدند نیز نمی‌توانند ازدواج کنند؛ و حتی پس از منحل شدن فرزندخواندگی، ممنوعیت باقی است؛ بنابراین شما نمی‌توانید با زنی که دختر یا نوه شما به عنوان فرزندخوانده بوده ازدواج کنید، اگرچه ممکن است او را آزاد کرده باشید. بر طبق این قانون فرزندان یک خواهر و برادر محارم محسوب نشده و حق ازدواج با یکدیگر را دارند.